# Shigeru Egami
 (janvier 2010).
Si vous disposez d'ouvrages ou d'articles de référence ou si vous connaissez des sites web de qualité traitant du thème abordé ici, merci de compléter l'article en donnant les références utiles à sa vérifiabilité et en les liant à la section « Notes et références ».
Shigeru Egami est un karatéka japonais né le 7 décembre 1912 dans la préfecture de Fukuoka, décédé le 8 janvier 1981.

## Biographie
Il entre en 1932 à l'université Waseda où il étudie sous la direction de Shimoda, qui décèdera prématurément, et participe, avec Yoshitaka Funakoshi, son fils, appelé aussi Gigo, à plusieurs démonstrations à Nagoya, Kōbe, Yawata et Wakamatsu. 
Shigeru Egami se destine au Karaté, et devient membre du Karaté-Kenkyu-kai. En 1935, l'association Shotokaï rassemble les disciples de Funakoshi. Le Maître Egami seconde Maître Funakoshi et devient membre du jury du siège de la Shotokan.
En septembre 1955, Maître Egami devient shihan du club de Karaté de l'université de Gakushuin.
Le 26 avril 1957, le Maître Gichin Funakoshi décède. Le 1er septembre s’ouvre le Tokyu Karaté Dojo et Maître Egami en est nommé officiellement shihan. En octobre, il devient également le shihan du club de Karaté des universités de Chūō et de Tōhō. L'association Shotokaï se reconstitue conformément aux dernières volontés de son fondateur ; en tant que dépositaire du Karaté-do créé par le Maître Funakoshi, Shigeru Egami insuffle une nouvelle dimension à cet art qui, comme l’Aikido du Maître Ueshiba, s’apparente désormais totalement au Budo.
Le Maître Egami encourage la création d'écoles au Japon et dans le monde entier. En novembre 1970, il publie Karaté-do, à l'usage des professionnels. Il supervise, en 1975, la reconstruction du Shotokan Dojo, à Tokyo, Shibaura (actuellement à Mejiro-ku, Toshima-ku), et en devient, dès 1976, le Shihan (chef des instructeurs). En juin de la même année, il visite cinq pays d'Europe, dont la France où l'accueille le représentant de son association Shotokai, le Maître Tetsuji Murakami.
Le 8 janvier 1981 à 19 heures, Shigeru Egami décède à Tokyo.